# Озёрная (приток Ларъёгана)
Озёрная — река в России, протекает по Александровскому району Томской области. Устье реки находится в 154 км по левому берегу реки Ларьёган, вместе с рекой Озёрный Исток, через Иудкино озеро. Длина реки составляет 13 км.

## Данные водного реестра
По данным государственного водного реестра России относится к Верхнеобскому бассейновому округу, водохозяйственный участок реки — Обь от впадения реки Васюган до впадения реки Вах, речной подбассейн реки — Васюган. Речной бассейн реки — (Верхняя) Обь до впадения Иртыша.